# Sybra petulans
Sybra petulans là một loài bọ cánh cứng trong họ Cerambycidae.